# Zargan-e Karaneh
Zargān-e Karāneh (farsi زرگان كرانه) è una città dello shahrestān di Ahvaz, circoscrizione di Centrale, nella provincia del Khūzestān. Aveva, nel 2006, una popolazione di 8.938 abitanti.